# La urraca sobre el cadalso
La urraca sobre el cadalso (en neerlandés, Ekster op de Galg) es una obra del pintor flamenco Pieter Brueghel el Viejo. Es un pequeño óleo sobre tabla, prácticamente cuadrada, pues mide 45,9 cm x 34 cm. Se exhibe actualmente en el Museo estatal de Hesse (Hessisches Landesmuseum) de Darmstadt, Alemania. Data del año 1568.
El cuadro presenta un claro en el bosque donde hay tres campesinos danzando música de gaitas, junto a una horca sobre el que está posada una urraca. El cadalso se alza en el centro del cuadro, dividiéndolo en dos partes, una composición manierista con el lado derecho más «abierto» y el izquierdo más «cerrado», con la urraca cerca del centro exacto del cuadro. El cadalso parece formar un «objeto imposible», parecido a un triángulo de Penrose, con las bases de los postes plantados de manera aparente uno junto al otro, pero con el lado derecho del miembro de la cruz retrocediendo hacia el fondo, y una iluminación contradictoria.
Otra urraca se asienta sobre una roca en la base del cadalso, cerca del cráneo de un animal. Las únicas personas ocupan la parte izquierda del primer plano: un hombre defeca ebn las sombras a la izquierda, mientras que otros miran a los tres danzarines.  A la derecha se alza una cruz con un molino de agua detrás.  El fondo se abre a una vista de un valle fluvial, con una ciudad a la izquierda y un castillo sobre un promontorio rocoso por encima, y una torre en otro afloramiento rocoso a la derecha, y colinas lejanas y el cielo por detrás.  Tras los danzarines se alzan dos árboles entrelazados, un motivo usado por Brueghel en un dibujo anterior de osos jugando en un bosque. La impresión de profundidad se logra por la progresión de los tonos castaños densos que dominan el primer plano, a través de tonos medios verdosos en la media distancia, hasta los azules y grises claros del fondo.
La pintura de Brueghel se creó el año posterior a la llegada del Duque de Alba, a los Países Bajos españoles, enviado por el rey español Felipe II para aplastar la rebelión holandesa. El cadalso puede representar la amenaza de ejecución de aquellos que predicaban la nueva doctrina protestante, y la pintura puede aludir a varios proverbios flamencos. Hay una alusión directa a los proverbios neerlandeses de bailar o cagar sobre el cadalso, lo que significa una burla al estado. También alude a la creencia de que las urracas son cotillas, y que el cotilleo lleva al ahorcamiento.  Y que la manera en que la horca destaca sobre prados amenos.
No se sabe por qué o para quién se pintó el cuadro.  Su fecha de 1568 hace de este cuadro uno de los últimos de Brueghel antes de fallecer en 1569; de hecho, quizás sea su obra final. Brueghel pidió a su esposa que quemara algunos de los cuadros a su muerte, pero le dijo que conservara La urraca sobre el cadalso para ella misma.